# 카루젤 개선문
카루젤 개선문(프랑스어: Arc de triomphe du Carrousel)은 파리의 카루젤 광장에 위치한 개선문으로, 코린토스 양식의 신고전주의 건축물이다. 이 기념물은 나폴레옹이 제3차, 제4차 대프랑스 동맹에서 거둔 군사적 승리를 기념하기 위해 1806년부터 1808년 사이에 지어졌다. 샹젤리제 거리의 가장 끝에 있는 에투알 개선문은 카루젤 개선문의 약 두 배 규모로, 같은 해에 설계되었지만 1836년에야 완공되었다.

## 개요

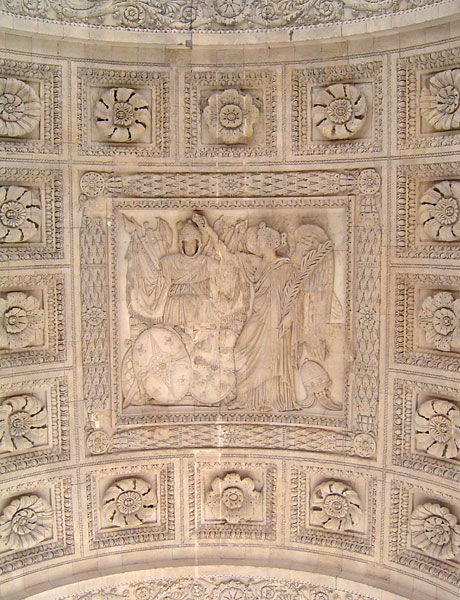
카루젤 개선문 중앙의 아치 아랫면에 있는 부조

카루젤 개선문의 높이는 19m(63ft)이며, 너비는 23m(75ft), 두께는 7.3m(24ft)이다. 높이 6.4m(21ft)의 중앙 아치 양쪽 옆에는 높이 4.3m(14ft), 너비 2.7m(9ft)의 작은 아치 두 개가 있다. 기념물의 외관은 대리석으로 만들어진 코린토스 양식의 기둥 8개로 둘러싸여 있다. 이 기둥은 1804년에 파괴된 뫼동 성에서 발견되었다. 각 기둥 위에는 제국의 병사 8명이 앉아 있는데 군인들 사이의 페디먼트에는 다음과 같은 부조가 얕은 돋을새김으로 묘사되어 있다.
- 역사와 예술을 표현하는 인물이 있는 이탈리아 왕국의 문장
- 승리, 명예, 역사, 풍요로움을 지닌 프랑스 제국의 문장
- 신중함과 승리와 함께 이탈리아 왕국의 문장을 들고 있는 지혜와 힘.

나폴레옹의 외교적, 군사적 승리는 장미색 대리석으로 만들어진 옅은 부조로 기념되는데, 내용은 다음과 같다.
- 프레스부르크 평화조약
- 뮌헨에 입성하는 나폴레옹
- 비엔나에 입성하는 나폴레옹, 조각가 루이피에르 드센
- 아우스터리츠 전투, 조각가 장조제프 에스페리외
- 틸지트 조약
- 울름의 항복, 조각가 피에르 카르텔리에

이 아치는 로마 제국의 개선문, 특히 로마의 셉티미우스 세베루스 개선문에서 파생되었다. 전투를 소재로 한 옅은 부조의 주제는 당시 루브르 박물관에 위치해 있던 나폴레옹 박물관의 관장인 비방 드농이 선정하였고, 샤를 메이니에가 디자인했다.
8개의 대리석 기둥 위에는 나폴레옹 제국 군대의 주요 부대의 군복을 충실히 재현한 대리석 조각상이 있다. 동쪽(루브르 박물관 쪽) 기둥 위에는 오귀스트 마리 토네가 만든 흉갑기병, 샤를루이 코르베가 만든 용기병, 장조제프 푸쿠가 만든 기마 엽기병, 조제프 쉬나르가 만든 총기병 등 4개의 동상이 있으며, 서쪽(튀일리 정원 방향) 기둥 위에는 Robert-Guillaume Dardel이 만든 척탄병, Antoine Mouton이 만든 포병, 샤를앙투안 브리당이 만든 포수, 오귀스트 뒤몽이 만든 공병을 나타낸 4개의 동상이 있다. 공병 동상은 실제 군인을 표현한 유일한 동상으로, 힘과 2미터가 넘는 키와 힘으로 유명했던 Dominique Gaye Mariolle을 모델로 했다. 그는 1807년 7월 틸싯 전투 전 나폴레옹이 군대를 검열할 때 소총 대신 대포를 선보인 것으로 유명하다.
상대(像臺) 꼭대기에 있는 콰드리가는 베니스의 산마르코 대성당 정문 꼭대기를 장식하고 있는 산마르코의 말들을 모사한 것이다.

## 역사

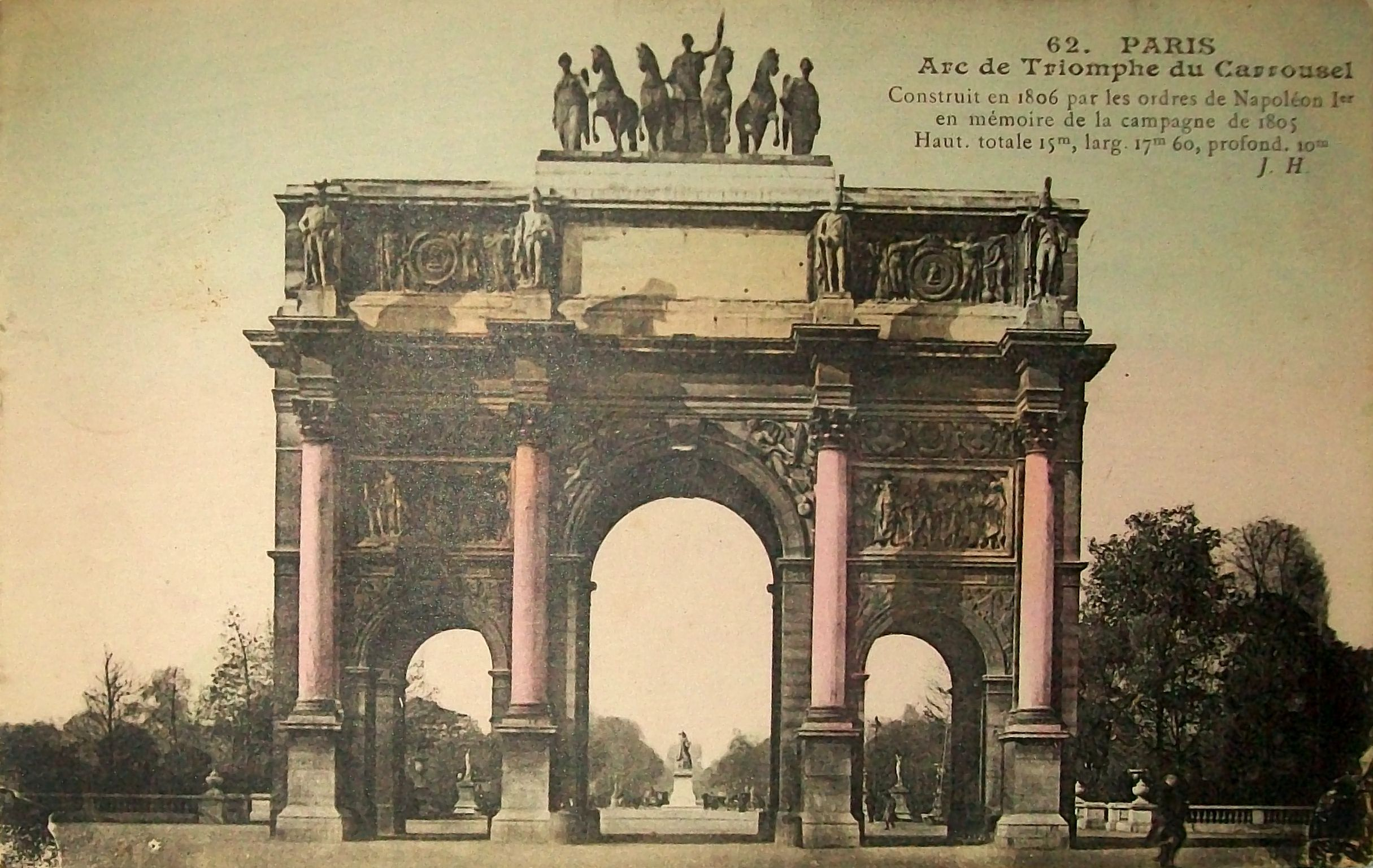
1900년, 카루젤 개선문 엽서

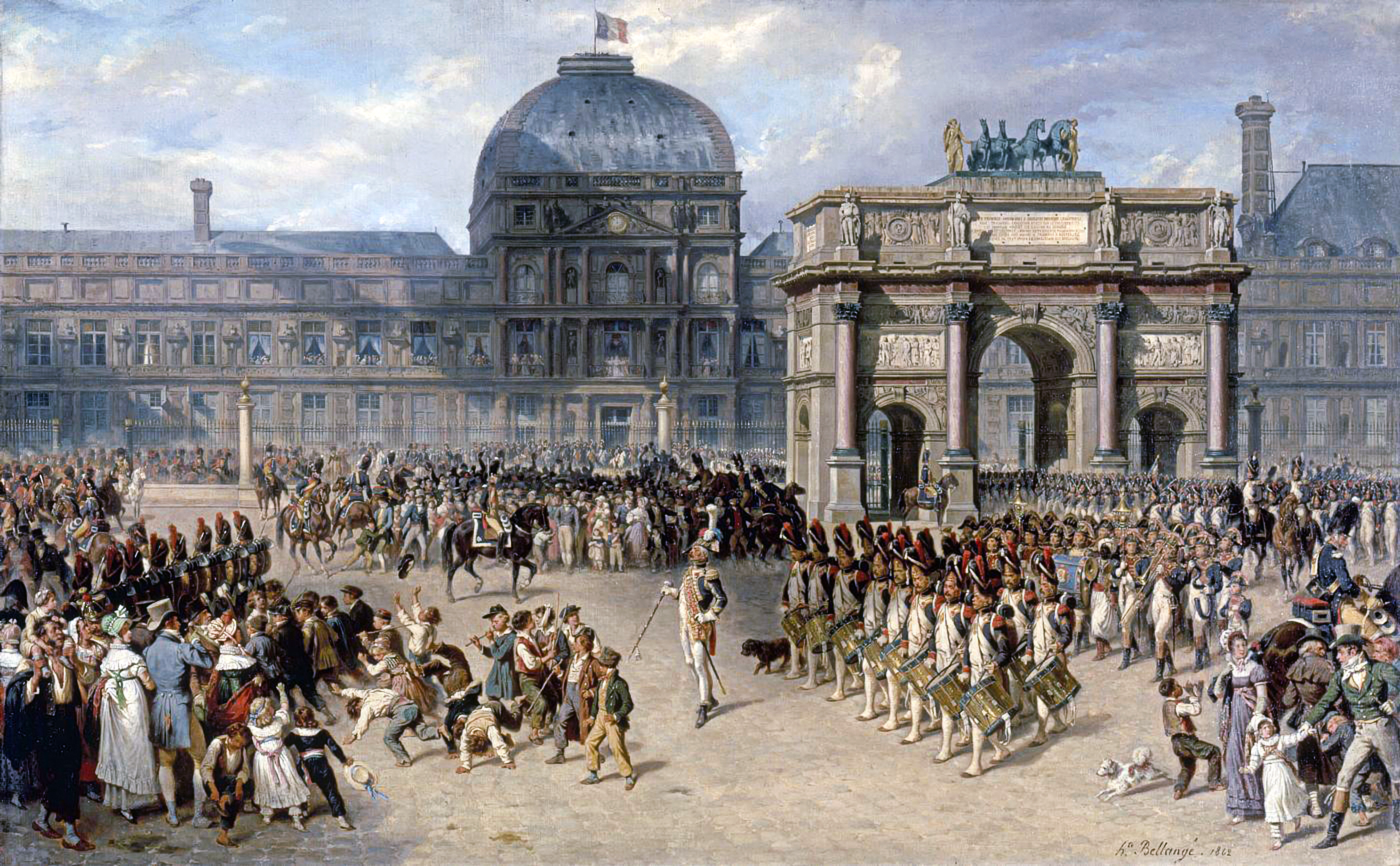
이폴리트 벨랑제가 그린 튀일리궁 앞에서 군사 검열을 하고 있는 모습, 그림 속 우측에 그려진 카루젤 개선문은 원래 튀일리궁의 관문으로 지어졌다.

샤를 페르시에와 피에르프랑수아레오나르 퐁텐이 설계한 이 아치형 기념물은 1806년부터 1808년 사이에 나폴레옹 1세 황제가 로마의 콘스탄티누스 개선문(서기 312년)을 모델로 하여 황제의 거주지인 튀일리 궁전의 관문으로 건설했다. 1871년 파리 코뮌 동안 튀일리 궁전이 파괴되면서 카루젤 개선문에서부터 서쪽으로 샹젤리제 거리를 따라 에투알 개선문까지 조망이 탁 트이게 되어, 일명 역사의 축(Axe historique)이 생기게 되었다.
- 상대(像臺)와 콰드리가
- 승리의 전차를 타고 가는 평화의 여신

원래 카루젤 개선문 꼭대기에는 나폴레옹이 1798년에 점령했던 베니스의 산마르코 대성당의 산마르코의 말이 놓여져 있었는데, 1815년, 워털루 전투와 부르봉 왕정복고 이후 프랑스는 비엔나 회의의 조건에 따라 베니스를 합병한 오스트리아 제국에 이 콰드리가를 양도할 수 밖에 없었으며 오스트리아인들은 이 조각상을 즉시 베니스로 복구시켰다. 이후 산마르코의 말 대신 1828년에 프랑수아 조제프 보시오 남작이 조각한 콰드리가로 바뀌게 되었는데, 금박을 입힌 승리의 상징이 양 옆으로 이끄는 승리의 전차를 탄 평화의 여신으로 묘사되어 있으며 이는 이전의 산마르코 말을 모사한 것이다. 이 작품은 나폴레옹의 몰락 이후 부르봉 왕조의 복위를 기념하는 작품이다.
카루젤 개선문은 1826년부터 1833년 사이 런던에 건설된 마블 아치의 디자인에 영감을 주기도 했다.

### 지리
카루젤 개선문은 파리의 북서쪽 사분면을 지배하는 9km 길이의 직선 경로인 '역사의 축' 동쪽 끝에 있다.

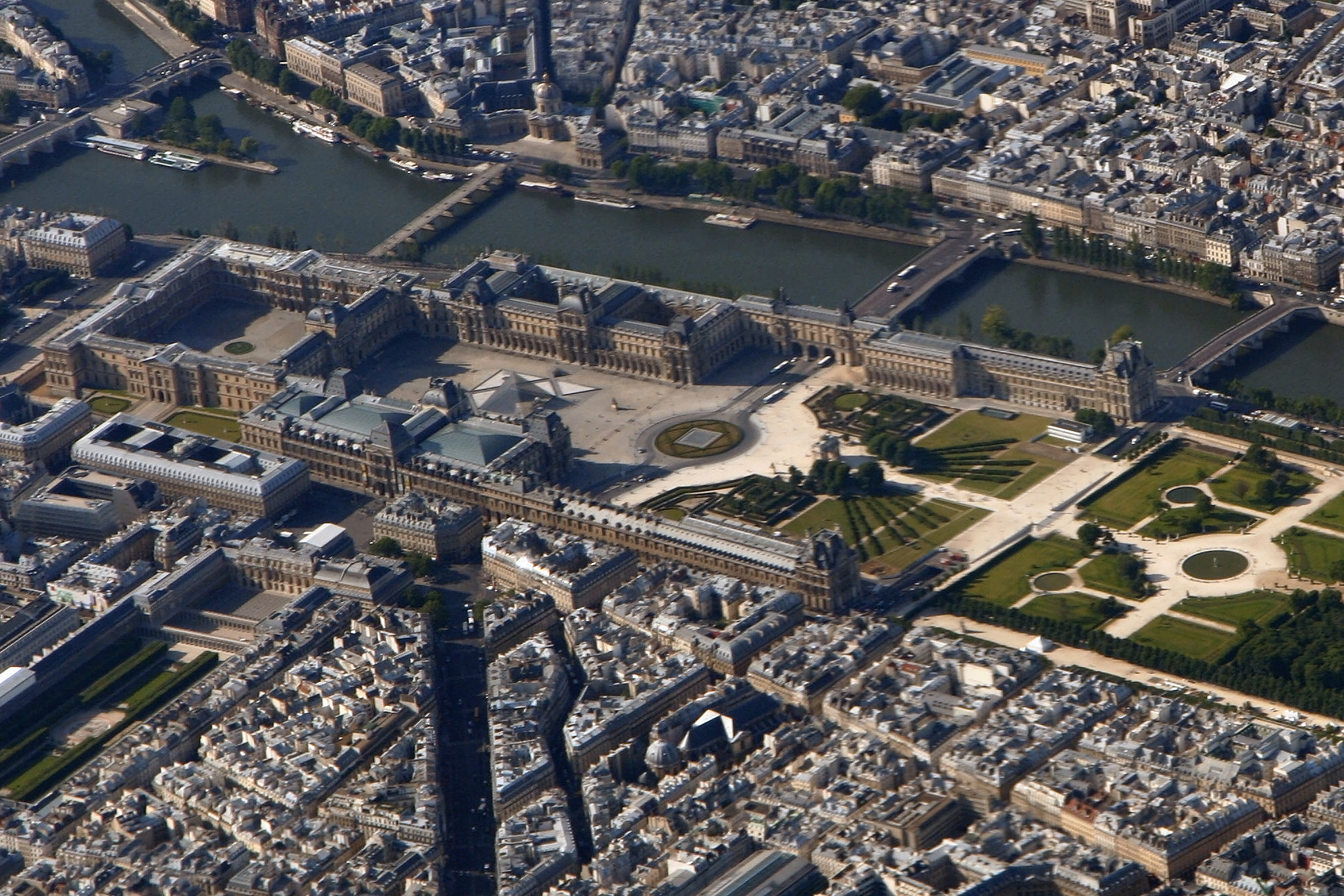
루브르 박물관과 튀일리 정원 사이에 있는 카루젤 개선문

카루젤 개선문에서 서쪽 방향을 보면 콩코르드 광장의 룩소르 오벨리스크, 샹젤리제 거리, 샤를 드골 광장의 에투알 개선문, 그리고 카루젤 광장에서 직접 볼 수는 없지만 라데팡스의 신개선문과 일렬로 정렬되어 있어, 아치로 시작하고 아치로 끝나는 '역사의 축'을 형성한다. 그러나 카루젤 개선문이 건설되었을 당시, 튀일리 궁전의 중앙 부분이 서쪽의 시야를 차단했기 때문에 카루젤 광장에 있던 관찰자는 서쪽 전망을 전혀 볼 수 없었다. 1871년 파리 코뮌 당시 튀일리 궁전이 불타고 그 잔해가 쓸려 나갔을 때, 현재의 거대한 축은 카루젤 광장과 루브르 박물관까지 연결되었다.